# Mösel (Gemeinde Klein Sankt Paul)
Mösel ist eine Ortschaft in der Gemeinde Klein St. Paul im Bezirk Sankt Veit an der Glan in Kärnten (Österreich). Die Ortschaft hat 39 Einwohner (Stand 1. Jänner 2024).

## Lage
Die Ortschaft liegt im Görtschitztal, im Norden der Gemeinde Klein Sankt Paul, auf dem Gebiet der Katastralgemeinden Wieting und Kirchberg.

## Geschichte

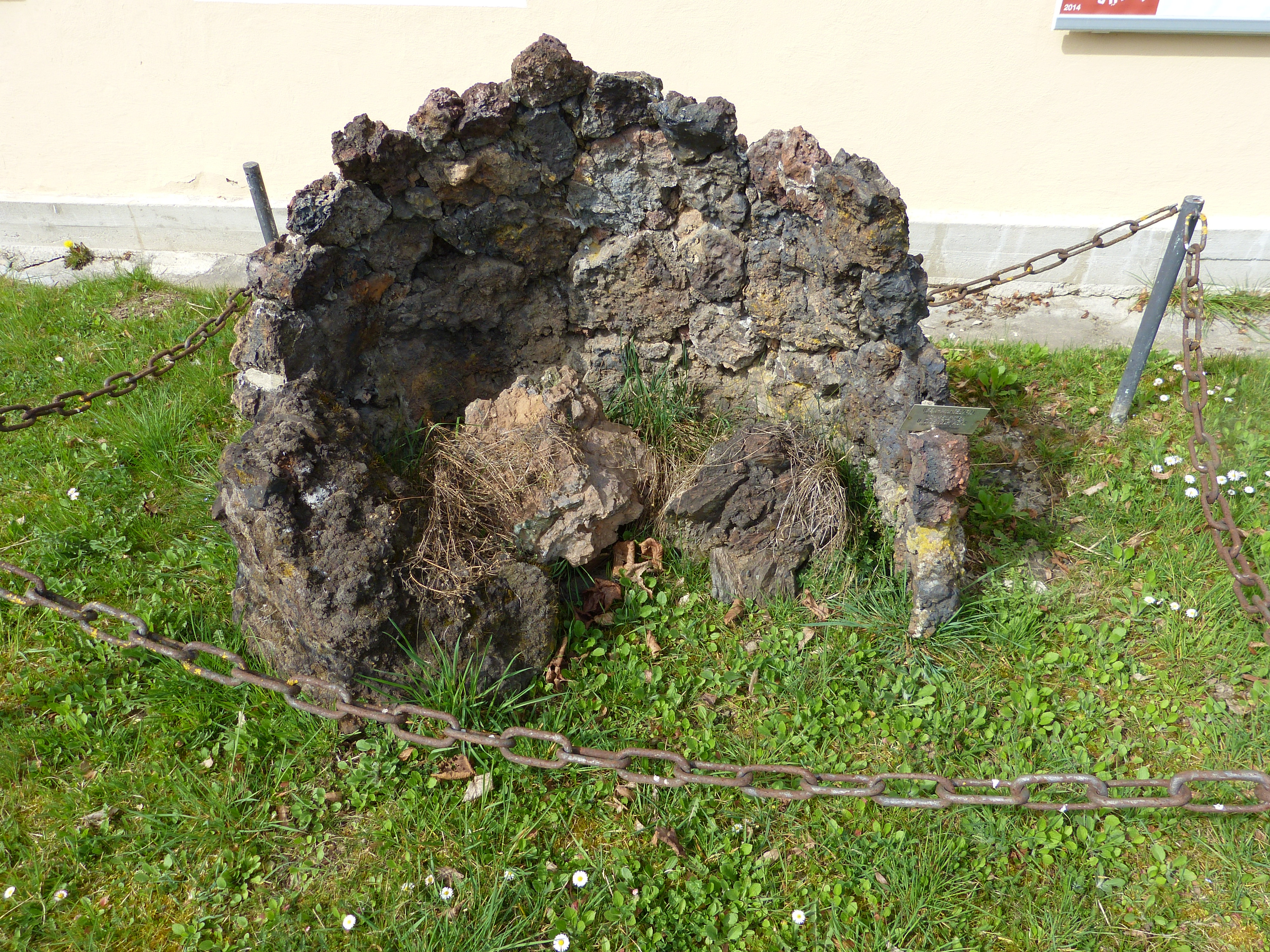
In Mösel ausgegrabener römischer Schmelzofen; ausgestellt in Klein Sankt Paul

Die Gegend ist ein altes Bergbaugebiet. Hier befand sich wohl schon eine römische Straßenkreuzung. Beim Möselhof wurden römische Rennöfen ausgegraben, mit denen das in der Antike berühmte Norische Eisen gewonnen wurde. Um 1130 wurde hier ein Grasiniz genannt; 1240 Graezniz, von einem slawischen Wort, das Moor oder Sumpf bedeutet und somit dem Kärntnerischen Moos entspricht.
Dennoch entstand das heutige Dorf Mösel erst in der zweiten Hälfte des 19. Jahrhunderts, als die Görtschitztalbahn errichtet wurde: Der 1869 hier errichtete Bahnhof wurde nach dem in der Nähe befindlichen Möselhof (der damals noch zur Ortschaft Voitsch gehörte) Mösel genannt. Um den Bahnhof entstand bald eine Siedlung, die bei der Volkszählung 1890 erstmals als eigene Ortschaft Mösel ausgewiesen wurde. Ab den 1920er-Jahren zählte das Dorf mehr als 100 Einwohner. Mit dem Niedergang des Bergbaus begann ein Bevölkerungsrückgang. Selbst die Bahn und der Bahnhof sind abgebaut worden; das Dorf hat seit den 1960er-Jahren fast 80 % seiner Einwohnerzahl eingebüßt.
Mösel gehörte ab seiner Gründung als eigene Ortschaft zur Gemeinde Wieting und umfasste nur das Dorf rund um den Bahnhof, auf dem Gebiet der Katastralgemeinde Wieting. Seit der Gemeindestrukturreform 1973 gehört Mösel zur Gemeinde Klein Sankt Paul. Seither wird das nahe gelegene Voitsch nicht mehr als eigene Ortschaft geführt, sodass auch der nordöstlich des Dorfs auf dem Gebiet der Katastralgemeinde Kirchberg befindliche Möselhof heute als Teil von Mösel gilt.

## Bevölkerungsentwicklung
Für die Ortschaft ermittelte man folgende Einwohnerzahlen:
- 1890: 4 Häuser, 31 Einwohner[3]
- 1900: 4 Häuser, 23 Einwohner[4]
- 1910: 4 Häuser, 29 Einwohner[5]
- 1923: 7 Häuser, 121 Einwohner[6]
- 1934: 109 Einwohner[7]
- 1961: 14 Häuser, 164 Einwohner[8]
- 2001: 16 Gebäude (davon 15 mit Hauptwohnsitz) mit 29 Wohnungen; 76 Einwohner und 9 Nebenwohnsitzfälle; 27 Haushalte; 0 Arbeitsstätten, 1 land- und forstwirtschaftlicher Betrieb[9]
- 2011: 17 Gebäude, 49 Einwohner, 16 Haushalte, 3 Arbeitsstätten[10]
- 2021: 20 Gebäude, 38 Einwohner, 18 Haushalte, 3 Arbeitsstätten[11]